# Списак музеја у Русији
Ово је списак музеја у Русији. Укључује податке о музејима на Криму, како је Русија анексирала територију 2014. године и сада управља као са два федерална субјеката, иако Украјина сматра Крим као окупирану територију која и даље представља интегрални део те земље.

## По субјектима Руске Федерације

### Архангељска област
- Мали Корели
- Соловецки манастир

### Астраханска област
- Астрахански Кремљин

### Бурјатија
- Етнографски музеј Улан-Уде

### Чељабинска област
- Бела кућа, Киштим

### Чувашија
- Национални музеј Чуваш

### Крим
- Национална галерија Ајвазовски
- Музеј новца Феодосија
- Палата Ливадија
- Музеј Вере Мухине
- Поморски музејски комплекс Балаклава
- Симферопол Музеј уметности
- Воронтсов палата (Алупка)
- Бела Дача

### Калињинградска област
- Калињинградски Амбер музеј...

### Калушка област
- Државни музеј историје космонаутике Циолковски

### Карелија
- Кижи Погост

### Кемеровска област
- Музеј Томскаја Писаница

### Лењинградска област
- Палата Гатчина
- Мон Репос (Виборг)
- Приори Палата
- Пожденство меморијално насеље
- Виборг дворац

### Мордовија
- Мордовија Ерција Музеј ликовних уметности

### Москва
- АРТ4.РУ Музеј савремене уметности
- Музеј Булгаков у Москви
- Катедрала Благовести, Москва
- Средишњи музеј оружаних снага
- Црква Васкрсења
- Патријаршијски дворац и Црква дванаесторице апостола
- Фонд дијаманата
- Ферсманов минералошки музеј
- Галерија Галејев
- Институт руске реалистичке уметности
- Звоник Ивана Великог
- Јеврејски музеј и Центар толеранције
- Палата оружја
- Арсенал Московског Кремља
- Кусково
- Московски музеј космонаутике
- Московски музеј модерне уметности
- Палеонтолошки музеј Москве
- Московска кућа фотографије
- Московски музеј дизајна
- Московски музеј мачака
- Галерија Браће Лимијер
- Центар Браће Лимијер за фотографију
- Централни музеј Великог отаџбинског рата у Москви
- Палата Останкино
- Поклонаја гора
- Пушкинов музеј
- Политехнички музеј Москве
- Палата Останкино
- Национални центар за савремену уметност
- Музеј Московске железнице
- Музеј Москве
- Музеј калиграфије
- Државни музеј архитектуре Шчусев
- Државни историјски музеј
- Стаљинов бункер на Таганки
- Третјаковска галерија
- Зоолошки музеј Московског универзитета
- Влахерна-Кузминки
- Државни геолошки музеј Вернадски
- Палата Царицино
- Рјабушински музеј икона и слика
- Руска државна библиотека
- Румјанцев Музеј
- Музеј РКК Енергија

### Московска област
- Абрамцево колонија
- Централни музеј ратног ваздухоловства
- Горки Лењинскије
- Манастир Јосиф Волоцки
- Коломенско
- Кубинка музеј тенкова
- Мелихово
- Мураново
- Новојерусалимски манастир
- Чајковски државни музеј
- Тројице-Сергијева лавра
- Угреша манастир

### Нижегородска област
- Манастир Печерски Асценсион

### Новосибирска област
- Музеј железничке технологије Новосибирск

### Пензенска област
- Музеј једног сликарства по имену Г. В. Мјасников
- Тархани

### Пермска Покрајина
- Хохловка
- Перм музеј савремене уметности

### Псковска област
- Михајловски музеј Александра Сергејевича Пушкина

### Ростовска област
- Палата Алфераки
- Родна кућа Антона Чехова
- Чехова гимназија
- Чехова библиотека
- Чехова радња
- Музеј архитектонског развоја града Таганрог
- Војни музеј Таганрог
- Музеј уметности Таганрог

### Рјазањска област
- Ханова џамија

### Санкт Петербург
- Листа музеја у Санкт Петербургу

### Саратовска област
- Радишев музеј уметности

### Свердловска област
- Државни музеј мотоцикала Ирбит
- Државни музеј ликовне уметности Ирбит
- Невјанск музеј икона
- Уралски државни рударски универзитет

### Тамбовска област
- Имовина Ивановка

### Татарстан
- Казањски кремљ

### Тулска област
- Куликово поље
- Поленово
- Јасна Пољана

### Тјуменска област
- Гувернеров дворац (Тобољск, Русија)

### Удмуртија
- Музеј Чајковског (Воткинск)

### Владимирска област
- Катедрала Светог Димитрија Солунског
- Катедрала рођења у Суздалу
- Спомен-катедрала у Владимиру
- Златна капија у Владимиру
- Манастир Светог Јевтимија Великог
- Музеј чоколаде (Покров)
- Суздал Кремљин

### Волгоградска област
- Стара Сарепта

### Вологодска област
- Ферапонтов манастир
- Кирило-Белозерски манастир
- Музеј дипломатског корпуса

### Јарославска област
- Музеј мишева